# おおぐま座イプシロン星
おおぐま座ε星は、おおぐま座の恒星で2等星。北斗七星を形成する恒星の1つでもある。

## 概要
北斗七星はひしゃくの水汲みの側から順にバイエル符号がつけられているため、5番目に並ぶこの恒星はε星となる。
りょうけん座α2型変光星に分類され、スペクトル分類の「p」はスペクトルの特異（peculiar）を示す。このような特異なスペクトルは、恒星を構成する元素ではなく、薄い恒星の大気に含まれる、重力や放射で分離された元素によるものである。これはこの星の強い磁場に関係している。磁気と化学組成が5.1日の自転周期に合わせて変化して見える。もっとも、変光範囲が小さいので眼視観測では光度変化を確認することはできない。この恒星の場合は、自転軸に対して磁気軸がおよそ90度傾いており、クロムの集中した領域が赤道の一帯に直角にあると考えられる。この変光タイプとしてはあまり磁場が強いほうではなくりょうけん座α2星の15分の1である。しかしそれでも、地球の磁場の100倍以上である。
最近の研究で、5.1日間の光度変化は、木星の14.7倍の天体が軌道離心率 e=0.5の場所に存在するためであるかもしれないとされる。分離すると、平均0.055天文単位である。
また、大きく拡散したおおぐま座運動星団に属する。

## 名称
固有名アリオト(Alioth)の意味については諸説ありアラビア語で「尾」を意味する al-ayyūq が語源という説や、「黒い馬 (または牛) 」を意味する al-jaun が転訛したものという説がある。2016年6月30日に国際天文学連合の恒星の命名に関するワーキンググループ (Working Group on Star Names, WGSN) は、Alioth をおおぐま座ε星の固有名として正式に承認した。
中国では、『史記』の「天官書」での名は玉衡、唐の密教経典『仏説北斗七星延命経』では廉貞（れんじょう）とされる。